# Charles Sheeler
Charles Sheeler Rettew, Jr (16 de juliol de 1883 - 7 de maig de 1965) va ser un pintor i fotògraf comercial estatunidenc. És reconegut com un dels fundadors de la Nova Visió i un dels mestre fotògrafs del segle 20.

## Obres destacades

### Pel·lícules
- 1920 - Manhatta (amb Paul Strand)[1]

### Fotografies
- 1917 Doylestown House: Stairs from Below[2] (Metropolitan Museum of Art)
- 1927 Criss-Crossed Conveyors, River Rouge Plant, Ford Motor Company[3] (Metropolitan Museum of Art)

## Exposicions rellevants
- "Charles Sheeler: Paintings, Drawings, Photographs" - Museum of Modern Art, New York, 1939.[4]
- "Paintings by Charles Sheeler" - Dayton Art Institute, Dayton, Ohio, 1944.[4]
- "Charles Sheeler: A Retrospective Exhibition" - Art Galleries, University of California at Los Angeles, 1954. Mostrada el 1955 al M. H. de Young Memorial Museum, San Francisco; Fine Arts Gallery of San Diego; i Fort Worth Art Center, Fort Worth, Texas; Pennsylvania Academy of the Fine Arts, Philadelphia; Munson-Williams Proctor Institute, Utica, New York.[4]
- "Charles Sheeler Retrospective Exhibition" - Allentown Art Museum, Allentown, Pennsylvania, 1961.[4]
- "Charles Sheeler" - National Collection of Fine Arts, Washington, 1968.[4]
- "Charles Sheeler: Across Media" - National Gallery of Art, Washington, 2006.[5]
- "The Photography of Charles Sheeler" - Museum of Fine Arts, Boston. 2003.[6]